# Watkins Glen International
Watkins Glen International je dirkališče, ki leži v bližini ameriškega mesta Watkins Glen, New York. Med letoma 1961 in 1980 je gostilo dirko Formule 1 za Veliko nagrado ZDA.

## Zmagovalci
| Leto | Dirkač             | Moštvo        | Poročilo |
| ---- | ------------------ | ------------- | -------- |
| 1980 | Alan Jones         | Williams-Ford | Poročilo |
| 1979 | Gilles Villeneuve  | Ferrari       | Poročilo |
| 1978 | Carlos Reutemann   | Ferrari       | Poročilo |
| 1977 | James Hunt         | McLaren-Ford  | Poročilo |
| 1976 | James Hunt         | McLaren-Ford  | Poročilo |
| 1975 | Niki Lauda         | Ferrari       | Poročilo |
| 1974 | Carlos Reutemann   | Brabham-Ford  | Poročilo |
| 1973 | Ronnie Peterson    | Lotus-Ford    | Poročilo |
| 1972 | Jackie Stewart     | Tyrrell-Ford  | Poročilo |
| 1971 | François Cevert    | Tyrrell-Ford  | Poročilo |
| 1970 | Emerson Fittipaldi | Lotus-Ford    | Poročilo |
| 1969 | Jochen Rindt       | Lotus-Ford    | Poročilo |
| 1968 | Jackie Stewart     | Matra-Ford    | Poročilo |
| 1967 | Jim Clark          | Lotus-Ford    | Poročilo |
| 1966 | Jim Clark          | Lotus-BRM     | Poročilo |
| 1965 | Graham Hill        | BRM           | Poročilo |
| 1964 | Graham Hill        | BRM           | Poročilo |
| 1963 | Graham Hill        | BRM           | Poročilo |
| 1962 | Jim Clark          | Lotus-Climax  | Poročilo |
| 1961 | Innes Ireland      | Lotus-Climax  | Poročilo |